# Vol Eastern Air Lines 935
Le 22 septembre 1981, un Lockheed L-1011 TriStar effectuant le vol Eastern Air Lines 935, un vol international régulier exploité par Eastern Air Lines, assurant la liaison entre l'aéroport international Liberty de Newark, aux États-Unis, et l'aéroport international Luis-Muñoz-Marín, à Porto Rico, subit une panne moteur non contenue sur le moteur 2 (monté sur la queue de l'avion), qui entraîne la perte de trois des quatre circuits hydrauliques à bord de l'avion, à une altitude de 10 000 pieds (3 000 mètres) peu de temps après le décollage. 
L'équipage a procédé à un atterrissage d'urgence à l'aéroport international de New York - John-F.-Kennedy, avec une utilisation limitée des spoilers, des ailerons et du stabilisateur horizontal, ainsi que de la puissance différentielle sur les deux moteurs restants.

## Avion
L'appareil impliqué est un Lockheed L-1011 TriStar, immatriculé N309EA, équipé de trois réacteurs Rolls-Royce RB211-22B, livré en juillet 1972. En avril 1973 et 1974, l'avion fut loué à Trans World Airlines, en gardant son immatriculation.

## Enquête
L'enquête révèle que la panne du moteur n°2 a été causée par une fuite d'huile, servant à lubrifier les différentes pièces du moteur et à empêcher leur usure excessive, qui, en raison d'un raccordement défectueux, s'est écoulée à l'intérieur du moteur, provoquant une surchauffe, puis sa destruction en vol, causant d'importants dommages aux systèmes de commande de vol de l'appareil.

## Suites de l'accident

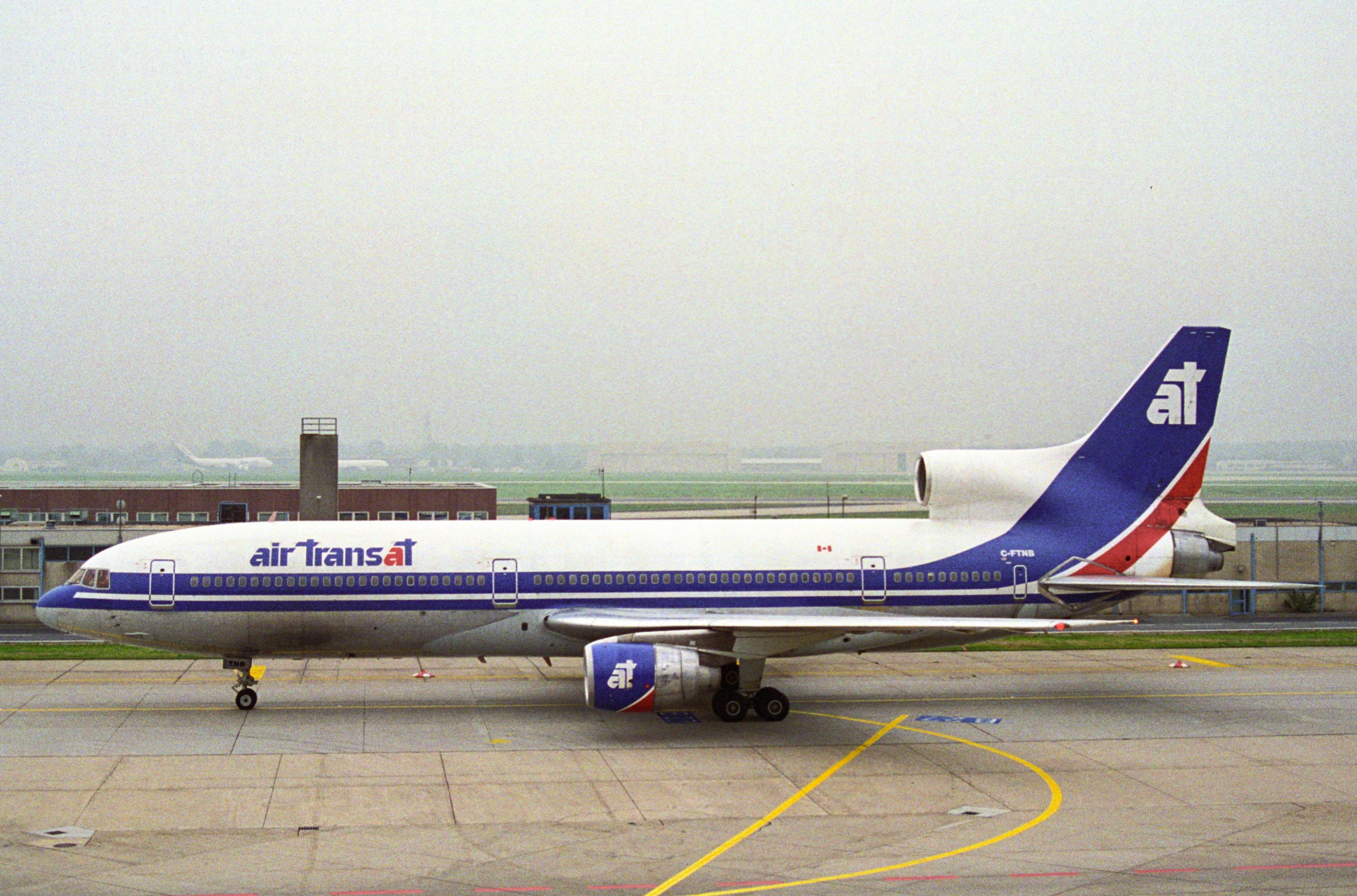
L'appareil impliqué dans l'incident, avec sa nouvelle immatriculation (C-FTNB), ici en octobre 1995, après son acquisition par Air Transat.

À la suite de cet incident, le Tristar impliqué a été réparé et remis en service au sein d'Eastern Air Lines. En 1989, l'avion a été vendu à la compagnie canadienne Air Transat et réimmatriculé C-FTNB. Il a été définitivement retiré du service commerciale en 2001.